# 克里滕登鎮區 (伊利諾伊州尚佩恩縣)
克里滕登鎮區（英語：Crittenden Township）是位於美國伊利諾伊州尚佩恩縣的一個行政鎮區。

## 地方資料
根據2010年美國人口普查的數據，克里滕登鎮區的面積為94.50平方千米，當中陸地面積為94.40平方千米，而水域面積為0.10平方千米。當地共有人口323人，而人口密度為每平方千米3.42人。